# Едмунд Гуссерль
Е́дмунд Ґуста́в Альбре́хт Гу́ссерль (нім. Edmund Gustav Albrecht Husserl; 8 квітня 1859, Простейов, Моравія — 26 квітня 1938, Фрайбург) — німецький філософ, відомий як батько феноменології. Його робота порвала із позитивістською орієнтацією науки і філософії його часу, надаючи ваги суб'єктивному досвідові як джерелу пізнання об'єктивних феноменів.

## Біографія
Гуссерль походив із єврейської сім'ї. Він був другою дитиною з чотирьох у сім'ї кравця Адольфа Абрахама Гуссерля та його дружини Юлії. В 1876 році вступив до Лейпцизького університету, де почав вивчати астрономію, математику, фізику та філософію. В 1878 році перейшов до Гумбольдтського університету Берліна, де продовжив вивчати математику в Леопольда Кронекера і Карла Веєрштраса, а також філософію у Ф. Паульсена. В 1881році вивчав математику в Відні. 8 жовтня 1882 року захистив у Віденському університеті в Лео Кенігсбергера дисертацію на тему «Внесок в теорію варіаційного обчислення» і став займатися філософією у Франца Брентано. В 1886 році Гуссерль разом з нареченою приймає протестантське віросповідання, в 1887 році укладають шлюб, після чого Гуссерль влаштовується на викладацьку роботу в університеті в Галле.
Його перші публікації були присвячені проблемам основ математики («Філософія арифметики», 1891) та логіки («Логічні дослідження» I, 1900; II, 1901). «Логічні дослідження» стають першою книжкою нового напрямку філософії, заснованого Гуссерлем — феноменології.
Починаючи з 1901 року він зустрічає в Ґеттінґені та Мюнхені своїх перших однодумців (Райнаха, Шелера, Пфендера). Саме в цей період він публікує програмну статтю в «Логосі» — «Філософія як точна наука» (1911) і перший том «Ідеї для чистої феноменології та феноменологічної філософії» (1913).
В 1916 році він отримує кафедру в Університеті Фрайбурга, яку до нього займав Генріх Рікерт.
Мартін Гайдеґґер, найздібніший учень Гуссерля, редагує його «Лекції з феноменології внутрішнього усвідомлення часу» (1928). Потім послідовно виходять у світ «Формальна та трансцендентальна логіка» (1929), «Картезіанські роздуми» (французькою, 1931), частини I та II роботи «Криза європейських наук і трансцендентальна феноменологія» (1936, повний текст рукопису було видано посмертно, в 1954році).
Після приходу до влади нацистів Гуссерля було на деякий час звільнено як єврея, згідно земельного закону Бадена; остаточно його звільнили з посади тільки після прийняття «Нюрнберзьких расових законів», що залишили євреїв без громадянства. Гайдеґґера весною 1933 року було обрано ректором університету і незабаром він вступив в НСДАП. Питання про його особисту причетність до переслідувань Гуссерля та про їх взаємовідносини в цей період викликають багато суперечок. Гуссерлю було заборонено брати участь в філософських конгресах 1933 и 1937 років як офіційно, так і в приватному порядку. Його старі книжки не вилучались із бібліотек, але видання нових було неможливим. Не зважаючи на ворожість, якою оточив його нацистський режим, Гуссерль не емігруровав (його діти виїхали в США). Він помер в Фрайбурзі в 1938 році від плевриту майже в повній самотності. Бельгійський монах-францисканець, аспірант Вищого інституту філософії Германн Лео Ван Бреда, побоюючись гітлеровського антисемітизму, перевіз в Левен бібліотеку та неопубліковані роботи Гуссерля, а також допоміг виїхати з Німеччини вдові та учням філософа. Якщо б не втручання Ван Бреда, вдові Гуссерля загрожувала б депортація в концтабір, а його архіву — конфіскація та знищення. Так в Левені було засновано Гуссерль-Архів — центр вивчення спадщини Гуссерля, який існує до нашого часу.
Архів Едмунда Гуссерля в Левені нараховує сорок тисяч неопублікованих листів (частково стенограми), які публікуються в повному зібрання творів — Гуссерліані.
Гуссерль був учнем Франца Брентано і Карла Штумпфа. Його філософські праці мали відлуння в подальшій філософії, адже вони вплинули на таких філософів, як: Едіт Штайн, Ойген Фінк, Макс Шелер, Мартін Гайдеггер, Жан-Поль Сартр, Емануель Левінас, Рудольф Карнап, Герман Вейль, Моріс Мерло-Понті, Ян Паточка і Роман Інгарден. У 1887 році Гуссерль приймає хрещення і стає лютеранином. Він був репетитором (Privatdozent) філософії у Галле з 1887, потім був професором у Геттінгені з 1901, і у Фрайбургу з 1916 до звільнення у 1928. Після цього, він продовжив свої дослідження і письменницьку роботу, використовуючи бібліотеку Фрайбурга, поки через своє єврейське походження не був висланий за сприяння колишнього учня і ймовірного протеже Мартіна Гайдеггера.

## Феноменологія Гуссерля
Слідуючи за Бернардом Больцано, філософ прагнув усунути з процесу пізнання нашарування психологізму. Також, поділяючи думку Франца Брентано, він вказував на інтенціональність мислення — його спрямованість на певний предмет, внаслідок чого свідомість завжди є усвідомлення чогось, а не існує сама по собі. Гуссерль прагнув з'ясування суті речей, що на його думку було б неможливо, якщо допускати при цьому емоції, упередження, переконання — будь вони особисті, релігійні, наукові чи будь-які інші. З'ясування суті речей можливе лише тоді, коли вони постають як феномени — безпосередні даності, що не є символами, метафорами, ілюзіями чого-небудь іншого.
Згідно Гуссерля, вважатися істинним може лише очевидне, те, що сприймається без жодних передумов. Гуссерль критикував психологізм, за яким сприйняття дечого як істини зумовлене діяльністю психіки. Він вважав, що істина існує незалежно від людини, проте людина завжди сприймає світ суб'єктивно. Тому він дотримувався принципу епохе — утримання від суджень, за якого людина постає як трансцедентальний суб'єкт, вільний від будь-якого сумнівного досвіду. В такому разі «Я» людини умовно усувається з процесу пізнання і від предмета дослідження залишається «феноменологічний залишок» — самоочевидне (аподиктичне) знання («Ідеї до чистої феноменології і феноменологічної філософії»).
В пізніх працях Гуссерль доповнює свою філософію поняттями «життєвого світу» та «інтерсуб'єктивності». Людина живе у своєму «життєвому світі» — системі суб'єктивних очевидностей на кшталт існування певних речей, явищ і самої людини в ньому. Ці очевидності базуються на загальнолюдському досвіді, сформованому в ході спілкування між суб'єктами («Картезіанські медитації» та «Криза європейських наук і трансцендентальна феноменологія»)

## Переклади українською
- Гуссерль Е. Криза європейського людства і філософія. // Пер. Е. Причепій / Сучасна зарубіжна філософія. Течії і напрями. — К.: Ваклер, 1996. — С. 61-94.
- Гуссерль Е. Криза європейських наук і трансцендентальна феноменологія. Вступ до феноменологічної філософії // Філософська думка. — 2002. — № 3. — С. 134—149.
- Гуссерль Е. Досвід і судження. Дослідження генеалогії логіки. — К.: ППС-2002, 2009. — 356 с.
- Гусерль Е. Досвід і судження. Дослідження генеалогії логіки / пер. і післямова В.Кебуладзе — Харків.: Фоліо, 2018. — 372 с.
- Гусерль Е. Ідеї чистої феноменології і феноменологічної філософії: Книга перша. Загальний вступ до чистої феноменології / Гусерль Е.; пер. з нім. і коментарі В.Кебуладзе. — Харків: Фоліо, 2020. — 348 с.
- Гусерль Е. Картезіанські медитації. Вступ до феноменології / пер. з нім. Андрій Вахтель. — К.: Темпора, 2021. — 304 с.